# Monanthos
Monanthos é um género botânico pertencente à família das orquídeas (Orchidaceae).